# Ованес Козерн
Ованес Козерн (арм. Հովհաննես Կոզեռն), также Ованес Таронаци (арм. Հովհաննես Տարոնացի) — армянский писатель, календаровед, историк и церковный деятель XI века.

## Биография
Начальная стадия жизни малоизвестна. Был настоятелем Севанского монастыря и одним из самых влиятельных и известных армянских церковных деятелей, носил титул «вардапета страны Армении». Маттеос Урхаеци называет Козерна «самым образованным человеком своего времени». Известно, что в 1007 году Козерн написал письмо императору Византии Василу II, где защищал армянское вычисление Пасхи, в 1022—1023 году, по просьбе армянских князей, объяснял произошедшее в Армении землетрясение, в 1036—1037 году выдал солнечное затмение как знак прохождения тысячи лет с Распятия Христова. В 1022 году, вместе с католикосом Петросом Гетадарцом, вёл в Трапизоне переговоры с Василом II от имени армянского царя Ованеса-Смбата, на которых обсуждалась передача армянских земель Византии после смерти Ованеса-Смбата.

## Сочинения

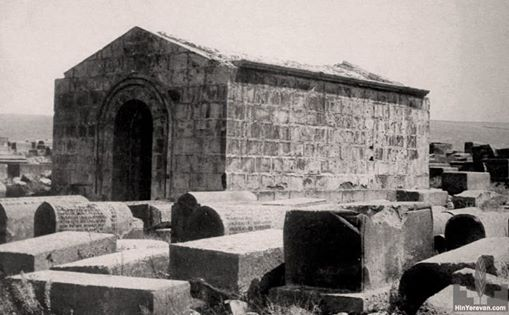
Могила Ованеса Козерна в квартале Конд Еревана, фото 1930-х

Был автором богословско-полемических сочинений «Книга веры» (арм. «Գիր հաւատոց») и «Христианское учение» (арм. «Քրիստոնեական վարդապետութիւն»), которые не сохранились, исторического труда «История Багратидов» (арм. «Պատմութիւն Բագրատունեաց», ок. 1050 года, сохранились отрывки), а также нескольких дошедших до нас календарных трудов, важнейший из которых — «Комментарии к календарю» (арм. «Մեկնութիւն տոմարի»). В этой работе есть важные сведения об армянском церковном календаре, в частности указывается точный день начала исчисления. Ему приписывали также сочинение «Видение», которое, однако, было написано после смерти Козерна. Исторические сведения о Козерне и его сочинениях передают многие армянские историки Высокого Средневековья, в частности, Аристакес Ластиверци, Смбат Спарапет, Акоп Санахнеци, Маттеос Урхаеци, Мхитар Айриванеци, и т. д. 
Последние годы жизни провёл в Ереване, где и умер. Похоронен в районе Конд, на кладбище, которое было названо его именем. На том же кладбище, рядом с Ованесом, в 1632 году был похоронен католикос Мовсес III Татеваци. В советское время «кладбище Козерна» было частично застроено, сейчас на его месте стоит здание Национального собрания (1948 г.).
Комментарии
1. ↑  кольцевое солнечное затмение, наблюдаемое в Армении, случилось 29 июня 1033 года
2. ↑  рукопись № 1775 Матенадарана содержит первые страницы «Истории» Козерна
3. ↑  Айриванеци по ошибке говорит об Ованесе Таронаци и Ованесе Козерне как о разных людях, хотя их идентичность вне всякого сомнения